# Adams (Massachusetts, város)
Adams város az USA Massachusetts államában, Berkshire megyében. Lakosainak száma 8166 fő (2020. április 1.).

## Népesség
A település népességének változása:

| 2010 | 8 485 |
| 2020 | 8 166 |